# Leonel Pavan
Leonel Arcangelo Pavan (Sarandi, 7 de setembro de 1954) é um político brasileiro, filiado ao Partido Social Democrático (PSD). Foi governador do Estado de Santa Catarina entre março e dezembro de 2010.

## Vida
Descendente de italianos e filho de Rodesindo Pavan e de Rosina Pavan, ambos já falecidos, foi ainda criança residir em Santa Catarina, na cidade de Ponte Serrada, oeste catarinense. É casado com Maria Bernardete Pavan e pai de dois filhos: Juliana Pavan von Borstel e Leonel Júnior Pavan.

## Carreira
Foi líder estudantil em Balneário Camboriú, onde foi vereador então pelo PMDB (1983 - 1988) e prefeito por duas vezes (1989 - 1993 e 1997 - 2002). Em 1986 passa a integrar o PDT.
Eleito deputado federal mais votado da frente popular em 1994 na 50ª legislatura (1995 — 1999), exerceu o mandato de 1995 a 1996.
Em 2002 renunciou à prefeitura para disputar a eleição ao Senado Federal, sendo eleito com quase um milhão de votos. Em seu lugar assumiu o então vice-prefeito Rubens Spernau, reeleito prefeito em 2004.
No segundo turno das eleições de 2006 foi eleito vice-governador, na chapa encabeçada pelo ex-governador Luiz Henrique da Silveira (PMDB).
Em janeiro de 2007 renunciou à sua vaga no Senado Federal, assumindo seu primeiro suplente, o ex-deputado federal Neuto de Conto (PMDB).
Em 25 de março de 2010, com a renúncia do titular Luiz Henrique da Silveira para disputar uma vaga no Senado federal, Leonel Pavan na qualidade de vice-governador assumiu o Governo do Estado de Santa Catarina, cujo mandato encerrou-se em 31 de dezembro de 2010. Foi sucedido pelo ex-senador Raimundo Colombo, eleito pela sua base aliada.
Nas eleições de 2014, em 5 de outubro, foi eleito deputado estadual para a 18ª legislatura (2015 — 2019).
Em 03 de fevereiro de 2015 tomou posse como deputado estadual, ocupando a 2º vice -presidência da Assembleia Legislativa do Estado de Santa Catarina. Faltando 3 meses para acabar o mandato, Pavan foi eleito vice-presidente da Alesc, ocupando o lugar de Silvio Dreveck, em virtude do falecimento do então presidente Aldo Scheneider (MDB).
Em 10 de junho de 2015 foi eleito vice-presidente do Parlamento do Sul (PARLASUL) que reúne parlamentares dos Estados do Rio Grande do Sul, Santa Catarina, Paraná e Mato Grosso do Sul. 
Em 2016 concorreu à prefeitura de Balneário Camboriú, perdendo a eleição para Fabrício Oliveira (PSB) por uma diferença de cerca de 10 mil votos.
Em 2017 Assumiu a Secretaria de Turismo Cultura e Esporte de Santa Catarina, integrando o governo como titular da pasta.
Em 2024, foi candidato a prefeitura de Camboriú, sendo eleito com 18 704 votos, 44,47% dos votos válidos, assumindo a prefeitura em 1º de janeiro de 2025.

## Trajetória
Vereador, prefeito por três vezes de Balneário Camboriú, deputado federal, senador da República, vice-governador e governador do Estado, Leonel Pavan tem seu nome ligado à evolução do turismo em Santa Catarina e no Brasil. Além disso, sua intensa e crescente participação política na história do Estado e país, o colocam também como uma das grandes personalidades e lideranças políticas da atualidade. 
Ainda criança residir em Santa Catarina, na cidade de Ponte Serrada, no Oeste catarinense. As qualidades de liderança e de perseverança na busca de objetivos, já despontavam desde a adolescência, ao atuar em grêmios estudantis e em pequenos grupos de jovens que realizavam atividades culturais como teatro e música, além de esportivas.
A carreira política começou em Balneário Camboriú. Foi o vereador mais votado de sua legenda no pleito de 1981. Na Câmara Municipal desenvolveu um trabalho voltado à comunidade e o resultado de suas ações foi visto, mais uma vez, nas urnas: venceu a eleição para prefeito, em 1988.
Neste período conseguiu implantar uma nova forma de governar, mais próxima dos interesses comunitários e populares, iniciando a transformação social, econômica e turística do município com a adoção de algumas medidas tidas como "impopulares", mas reconhecidas no futuro, a exemplo do novo Plano Diretor e a urbanização e remodelação da Avenida Atlântica, obra reconhecida até hoje e que ampliou a beleza de um dos cartões postais de Balneário Camboriú.
Como um dos prefeitos brasileiros que mais investiu na área social, recebeu homenagem especial no Programa Silvio Santos, do SBT.
Em 1994, foi o Deputado Federal mais votado da Frente Popular em Santa Catarina. Em Brasília, foi membro titular de importantes comissões permanentes, como a de Ciência e Tecnologia e a de Viação e Transporte. As comissões especiais de Incentivo ao Turismo e de Serviços de Telecomunicações, também tiveram Leonel Pavan como membro titular.
Como suplente, participou das comissões de Relações Exteriores e Desenvolvimento Urbano e Interior. Ainda na Câmara Federal, Pavan fez parte da bancada municipalista e foi vice presidente da bancada parlamentar de turismo.
Já no primeiro ano de mandato teve avaliação de desempenho acima da média pelo eleitorado e pelo Departamento Intersindical de Assessoria Parlamentar - DIAP.
Em 1996, interrompeu o mandato federal para disputar nova eleição municipal que o levaria ao segundo mandato frente à prefeitura de Balneário Camboriú, cujo trabalho em prol da modernização e estimulo ao setor turístico, acompanhado de forte investimento no setor social, saúde, educação e infra-estrutura, garantiu sua reeleição para o terceiro mandato municipal, no pleito do ano 2000, com um dos maiores índices percentuais de aprovação do eleitorado no Estado.
As ações que levaram Balneário Camboriú a se tornar o mais importante pólo turístico do Sul do Brasil e referência quando o assunto é qualidade de vida, limpeza, segurança e atrativos turísticos, levaram Leonel Pavan a assumir a vice-presidência da Associação Brasileira de Prefeituras (ABRAP), em 2001.
Neste período, contribuiu com ações municipalistas para a entidade baseado em sua experiência e o trabalho de sua equipe que levaram Balneário Camboriú a sair do 34º lugar em qualidade de vida para a segunda e depois primeira colocação em Santa Catarina.
Entre outros prêmios concedidos à cidade durante as gestões de Pavan, estão o da Embratur - como município turístico mais limpo do Brasil; o da Revista Isto É/Brasmarket, que distinguiu Leonel Pavan entre os melhores administradores do País; o do Fundo das Nações Unidas para a Infância (UNICEF), que reconhece Balneário Camboriú entre as 35 cidades brasileiras que mais investem na qualidade de vida da criança e do adolescente.
Em 2002, um dos prêmios de destaque foi oGrand Prix da Construçã, concedido a Leonel Pavan pela Câmara da Construção Civil de Santa Catarina pela implantação da Linha de Acesso às Praias - Rodovia Interpraias, uma obra de cunho social e turístico que liga as praias agrestes do município. É considerada a maior rodovia cênica do Brasil, localizada no perímetro urbano de uma mesma cidade, um verdadeiro marco da administração municipal de Balneário Camboriú nos últimos anos.
De 1997 a 2002, Leonel Pavan também foi membro titular do Conselho de Administração Superior (CAS) e do Conselho Universitário (CONSUN) da Universidade do Vale do Itajaí - UNIVALI - uma das maiores instituições de ensino superior de Santa Catarina e do Sul do país.
Ocupou ainda a presidência do Fórum Regional de Desenvolvimento e da Associação dos Municípios da Foz do Rio Itajaí (AMFRI).
Nas eleições de 2002, Pavan decidiu por um desafio maior e com o apoio da sociedade catarinense chegou ao Senado Federal com quase 1 milhão de votos. Em sua primeira participação na Casa, teve aprovada a iniciativa de criação da Subcomissão de Turismo do Senado Federal, da qual foi presidente e contribuiu para a ampliação gradativa dos orçamentos nacionais e estaduais para o setor de turismo.
Na sequência, conseguiu aprovar a criação de uma comissão permanente de turismo no Senado, a qual ficou denominada Comissão de Desenvolvimento Regional e Turismo, cumprindo mais uma etapa de suas metas de trabalho.
Participou ainda como titular e suplente das principais comissões de trabalho do Senado como a de Assuntos Econômicos, Educação, Serviços de Infra-Estrutura, Mista de Orçamento, Subcomissão do Fome Zero, Subcomissão de Cinema, Comunicação e Informática, além de integrar diversas frentes parlamentares em defesa da universidade pública e gratuita, do trânsito seguro, municipalista, de apoio à agropecuária, bem como integrou o Parlamento do Mercosul.
Em 2003, em Brasília, recebeu uma das principais condecorações do país, destinado a personalidades e homens públicos de destaque: a "Medalha do Mérito JK" (Juscelino Kubitschek). Em outubro de 2004, durante as comemorações do Dia mundial do Turismo, em São Paulo, ao lado do então ministro do Turismo Walfrido dos Mares Guia, Leonel Pavan foi uma das raras personalidades a receber o troféu especial, pelos serviços prestados ao setor de turismo no país.
No ano de 2005, foi distinguido com a maior comenda do Estado de Goiás, a "Medalha do Mérito Anhanguera", entregue em solenidade especial , ao lado de diversas personalidades nacionais, pelo então governador do Estado, Marconi Perillo, pelos serviços prestados ao setor turístico daquela Estado.
Recebeu ainda em 2005, o troféu "Ulisses Guimarães", como destaque político do ano, concedido pela OPB – Organização dos Parlamentares do Brasil. Por dezenas de vezes foi homenageado pelos colunistas sociais de todo o Estado e pais como incentivador da atividade e da divulgação do turismo por estes profissionais.
Recebeu ainda distinção da Adjori/SC (Associação dos Jornais do Interior de Santa Catarina - por serviços prestados e dos Rotarys e Lions Clubes com os troféus Paul Harris e Melvin Jones.
Na atuação político-partidária, o senador Leonel Pavan foi ainda, por diversos anos, o presidente de honra do Partido da Social Democracia Brasileira (PSDB) em Santa Catarina. Foi também presidente estadual da sigla.
Em nível de Brasil, depois de ocupar o cargo de vice-presidente nacional do PSDB, até novembro de 2005, além de coordenador do processo eleitoral e em 2006/2007 o cargo de 1º Secretário da Executiva Nacional do PSDB.